# سلحفاة البرك الغربية

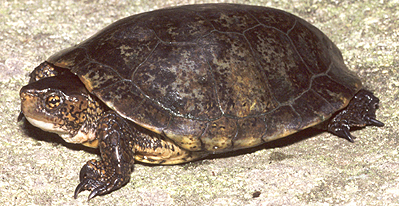

 سلحفاة البرك الغربية (بالإنجليزية: Western pond turtle) (باللاتينية: Actinemys marmorata) ، طولها يصل إلى 10 -12 بوصة وتزن حوالي 35 رطل ولها رأس كبيرة وذيل طويل وتتغذى على النباتات والحيوانات .